# Platyphasia tasmaniensis
Platyphasia tasmaniensis là một loài ruồi trong họ Ruồi hạc (Tipulidae). Chúng phân bố ở vùng sinh thái Australia.